# Breakeven
Singles de The Script
The Man Who Can't Be Moved
(2008) Talk You Down
(2009)
Breakeven (Falling to Pieces) est une chanson interprétée par le groupe irlandais The Script. La chanson est sortie en tant que troisième single de leur premier album The Script. 

## Clip vidéo
Le clip de la chanson est présenté pour la première fois le 29 septembre 2008 sur le site web de BBC Radio 1. La vidéo a été enregistrée à  Dublin.
Avant la réalisation de la vidéo, la radio FM104 a lancé une compétition pour ses auditeurs pour apparaitre dans la vidéo de la chanson.
Le clip montre la ville d’origine de groupe Dublin en Irlande. La vidéo a créé une controverse lorsque la petite amie de Danny O'Donoghue était censée apparaitre dans la vidéo, mais les producteurs ont choisi une autre fille.
Le groupe a interprété la chanson dans un épisode de The Paul O'Grady Show le 30 octobre 2008. Le 14 octobre 2009, ils interprètent la chanson aux États-Unis sur l’émission The Ellen DeGeneres Show.   
La vidéo s’est classée en deuxième place sur VH1's Top 40 Videos of the Year en 2010. Elle est sortie en 2 versions, dont une indisponible en France.

## Classement
Le single débute à 49e place sur le chart irlandais, et se glisse à la 10e place et devienne le troisième top 10 après We Cry et The Man Who Can't Be Moved. Le 4 janvier 2009, le single a atteint la 21e place sur UK Singles Chart.  Le single était un grand succès en Australie en atteignant sur ARIA.
C’est le premier single de groupe à entrer au Billboard Hot 100 et se glisse à la 12e place. Après sa sortie la chanson a été téléchargée plus de 2 000 000 aux États-Unis.
| Classement (2008-2012)          | Meilleure position |
| ------------------------------- | ------------------ |
| Allemagne (Media Control AG)    | 71                 |
| Australie (ARIA)                | 3                  |
| Autriche (Ö3 Austria Top 40)    | 75                 |
| Canada (Hot 100)                | 20                 |
| États-Unis (Hot 100)            | 12                 |
| États-Unis (Adult Contemporary) | 1                  |
| États-Unis (Adult Pop Songs)    | 1                  |
| États-Unis (Pop Airplay)        | 6                  |
| Irlande (IRMA)                  | 10                 |
| Japon (Hot 100)                 | 77                 |
| Pays-Bas (Single Top 100)       | 48                 |
| Slovaquie (IFPI Rádio)          | 97                 |
| Suisse (Schweizer Hitparade)    | 66                 |
| Royaume-Uni (UK Singles Chart)  | 21                 |

## Ventes et certifications
| Pays       | Cértifcation | Ventes    |
| ---------- | ------------ | --------- |
| États-Unis | Platine      | 1 000 000 |